# Dennis Moronge
Dennis Moronge (* 7. April 1982) ist ein kenianischer Skilangläufer.

## Biographie
Moronge wuchs in Nairobi auf. 2009 lernte er über das Internet die tschechische Studentin Michaela Kyselá kennen. Drei Jahre später zog er zu ihr nach Bruntál. Dort kam er über seinen Schwiegervater erstmals mit dem Langlaufsport in Berührung.
Sein internationales Renndebüt feierte er am 19. Februar 2017 beim Isergebirgslauf. In den darauffolgenden Jahren startete er hauptsächlich bei FIS-Rennen in Tschechien und der Slowakei.
2025 konnte er sich erstmals für die Nordischen Skiweltmeisterschaften qualifizieren. In Trondheim belegte er über 10 km klassisch den 175. Platz.

## Erfolge

### Weltmeisterschaften
- Trondheim 2025: 175. 10 km klassisch

### Weitere Erfolge
- Eine Platzierung unter den besten 10 bei FIS-Rennen